# Drapeau de la Louisiane
Le drapeau de la Louisiane est le drapeau officiel de l'État américain de la Louisiane. Le drapeau représente, sur fond bleu, un pélican dans son nid au-dessus de trois oisillons, s'ouvrant la poitrine avec son bec. Il s'agit d'un symbole chrétien médiéval, qui représente la Passion du Christ, et apparaît également sur le sceau de l'État. Le pélican brun est aussi l'oiseau officiel de la Louisiane. Sous l'oiseau, un ruban blanc porte la devise de l'État : « Union Justice Confidence ». Ce drapeau a été adopté en 2006, mais mis en fonction en 2010.
Au XIXe siècle, le pélican avait généralement trois gouttes de sang sur la poitrine, mais par la suite, le drapeau et le sceau ne suivirent pas scrupuleusement cette tradition. En avril 2006, une loi fut votée afin que le pélican du drapeau et du sceau ait systématiquement trois gouttes de sang sur la poitrine. La devise de l'État était inscrite comme suit : « Union, Justice and Confidence ».
En novembre 2010, une nouvelle version du drapeau d'« Un Pélican dans sa piété » a été dévoilée. Le nouveau drapeau a été le résultat d'un projet de loi adopté au cours de la législature de 2006, exigeant légalement un drapeau normalisé et à lutter contre l'émission de plusieurs versions du drapeau alternatif (sans les gouttes de sang) de 1912 restant en circulation.

## Anciens drapeaux
Avant 1861, la Louisiane n'avait pas de drapeau officiel, mais un drapeau proche de l'actuel était fréquemment utilisé. En janvier 1861, après avoir quitté les États-Unis, mais avant de rejoindre la Confédération, la Louisiane utilisa de manière non officielle un drapeau basé sur celui de la France. En février de la même année, la Louisiane adopta officiellement un drapeau avec une étoile jaune sur fond rouge en canton et treize bandes rouges, blanches et bleues. Il fut utilisé jusqu'à la fin de la guerre de Sécession, même si le drapeau au pélican resta fréquemment utilisé.

Janvier 1861
Février 1861
1861-1912
1912-2006
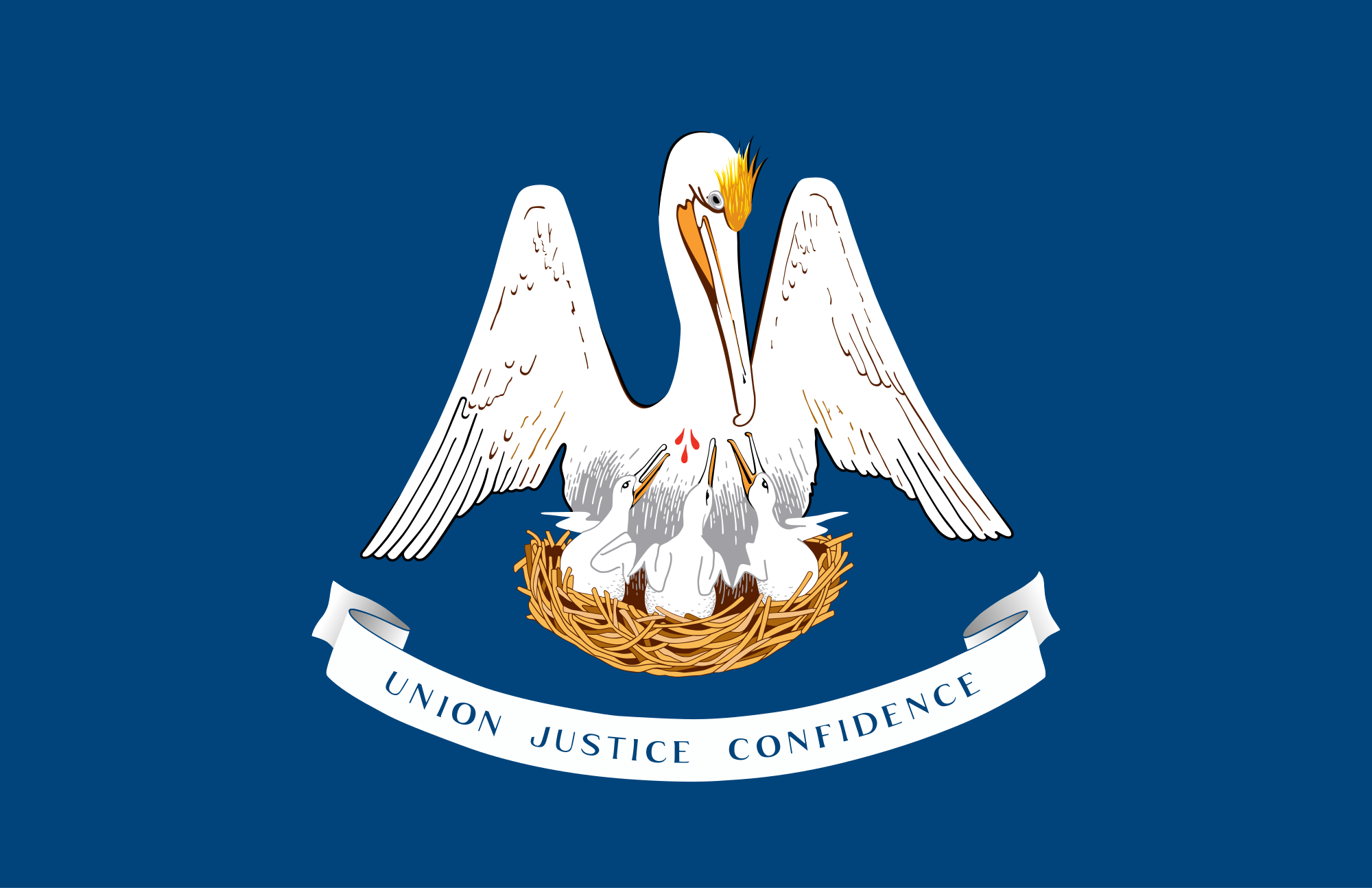
Drapeau provisoire utilisé de 2006 à 2010